# Проценко Микола Володимирович
Проценко Микола Володимирович (*  19 грудня 1921, Ніжин — † 30 вересня 1962, Київ) — український співак (баритон), відомий за виступами в хорі ім. Г. Верьовки (1949–1951) та Київському театрі оперети (1952–1962). Внук Проценка Федора Даниловича.

## Життєпис
Народився в Ніжині 19 грудня 1921 року в сім'ї Володимира Федоровича Проценка (1899–1937) (сина відомого хормейстера і педагога Проценка Федора Даниловича (1866–1942)) і педагога Тетяни Іванівни Іваненко (1901–1984). Батько Миколи в радянські часи став профспілковим діячем, завідувачем міського відділу освіти. В 1937 році він був репресований, після чого дід Федір Данилович усиновив Миколу і його сестру Люсю і їх записали по-батькові Федоровичі.
Під час німецької окупації в Ніжині Микола був заступником керівника підпільної групи акторів.
1949–1951 — соліст (баритон) хору ім. Г. Г. Верьовки.
1952–1962 — соліст Київського театру оперети.
Був одружений з заслуженою артисткою УРСР А. Савченко, яка також працювала в Київській опереті.
Помер у Києві 30 вересня 1962 року. Похований на Байковому кладовищі.

## Ролі
- Кобзар («Червона калина» О. Рябова)[3]